# جاك سومرفيل
جاك سومرفيل (بالإنجليزية: Jack Somerville)‏ هو عسكري نيوزيلندي، ولد في 7 يوليو 1910 في Andersons Bay ‏ في نيوزيلندا، وتوفي في 5 أكتوبر 1999.